# Julian Reus
Julian Reus (ur. 29 kwietnia 1988 w Hanau) – niemiecki lekkoatleta, sprinter, trzykrotny olimpijczyk (2012, 2016, 2020).

## Osiągnięcia
- 3 medale mistrzostw Europy juniorów (Hengelo 2007)
  - bieg na 100 m - złoto
  - bieg na 200 m - srebro
  - sztafeta 4 x 100 m - złoto
- 6. miejsce podczas mistrzostw świata (sztafeta 4 x 100 m, Osaka 2007)
- srebro mistrzostw Europy (sztafeta 4 x 100 m, Helsinki 2012)
- 6. miejsce podczas halowych mistrzostw Europy (bieg na 60 metrów, Göteborg 2013)
- 4. miejsce podczas mistrzostw świata (sztafeta 4 x 100 m, Moskwa 2013)
- srebro mistrzostw Europy (sztafeta 4 x 100 m, Zurych 2014)
- 4. miejsce podczas mistrzostw świata (sztafeta 4 x 100 m, Pekin 2015)
- brązowy medal mistrzostw Europy (sztafeta 4 x 100 m, Amsterdam 2016)
- medalista mistrzostw Niemiec

## Rekordy życiowe
- bieg na 100 metrów – 10,01 (2016) rekord Niemiec / 9,99w (2017)
- bieg na 200 metrów – 20,29 (2017) / 20,23w (2016)
- bieg na 60 metrów (hala) – 6,52 (2016) rekord Niemiec
- bieg na 200 metrów (hala) – 20,55 (2016)

27 lipca 2012 w Weinheim niemiecka sztafeta 4 x 100 metrów w składzie: Reus, Tobias Unger, Alexander Kosenkow i Lucas Jakubczyk ustanowiła czasem 38,02 s rekord kraju, który przetrwał do 2022 roku.